# Mesabolivar iguazu
Mesabolivar iguazu är en spindelart som beskrevs av Huber 2000. Mesabolivar iguazu ingår i släktet Mesabolivar och familjen dallerspindlar. Inga underarter finns listade i Catalogue of Life.